# 볼로디미르 예제르스키
볼로디미르 이바노비치 예제르스키(우크라이나어: Володимир Іванович Єзерський, 1976년 11월 15일 ~ )는 수비수로 활약했던 우크라이나의 전 프로 축구 선수이다. 그는 또한 1998년부터 2008년까지 우크라이나 국가대표팀에서 활약했다. 그리고 그는 2005년에 뛰어난 스포츠 마스터이다.

## 구단 경력
예제르스키는 1997년 카르파티 르비우에서 프로 축구 경력을 시작했다. 2년 후, 그는 우크라이나의 거물 디나모 키이우에 의해 영입되었고, 이후 크리우바스 크리비리흐에 의해 영입되었다. 2000년, 예제르스키는 드니프로로 떠났고, 그곳에서 팀의 중요한 일원이 되었다. 2007년 6월 20일, 그는 드니프로로부터 120만 유로의 이적료로 샤흐타르 도네츠크와 3년 계약을 체결했다. 그는 2009-10년 프리미어리그 시즌의 겨울 휴식 기간 동안 조랴 루한스크로 임대되었다.

## 국가대표팀 경력
예제르스키는 1998년 7월 15일, 폴란드 국가대표팀을 상대로 우크라이나 국가대표팀에서 첫 국제 경기를 치렀다. 그러나 드니프로에서의 성공 이후 그는 국가대표팀의 주전 선수가 되었다. 그는 2006년 우크라이나가 첫 FIFA 월드컵에 진출하는 데 기여했다. 우크라이나는 결국 세계 챔피언 이탈리아에 패하며 8강에 진출했다.